# Micromyzodium strobilanthi
Micromyzodium strobilanthi är en insektsart. Micromyzodium strobilanthi ingår i släktet Micromyzodium och familjen långrörsbladlöss. Inga underarter finns listade i Catalogue of Life.